# Darvi (distrikt i Mongoliet, Chovd)
Darvi (mongoliska: Дарви Сум, Дарви) är ett distrikt i Mongoliet.   Det ligger i provinsen Chovd, i den västra delen av landet, 1 000 km väster om huvudstaden Ulaanbaatar.